# Les Papillons (Debussy)
Pour les articles homonymes, voir Les Papillons.
Les Papillons est une mélodie pour voix et piano de Claude Debussy composée en 1881 sur un poème de Théophile Gautier.

## Présentation
Les Papillons, à l'incipit « Les papillons couleur de neige », est composé fin 1881, sur un texte de Théophile Gautier (Poésies complètes, Premières poésies, 1830-1845, Paris, Charpentier, 1877, p. 166).
La mélodie est dédiée à Mme Vasnier, soprano colorature et première muse du compositeur, avec la dédicace manuscrite : « À Madame Vanier qui a seule la voix assez légère pour chanter des mélodies où il est question de papillons [...] Empapilloné par Ach. Debussy ».
Le poème est un pantoum de trois quatrains. Musicalement, Debussy « déploie un accompagnement léger évoquant les papillons pour les premier et troisième quatrains ; seul le deuxième quatrain rompt cette volubilité par une écriture plus dépouillée et sobre ».
La durée moyenne d'exécution de la pièce est d'un peu moins de deux minutes environ.
Dans le catalogue des œuvres du compositeur établi par le musicologue François Lesure, Les Papillons porte le numéro L 21.

## Discographie
- Claude Debussy : intégrale des mélodies, 4 CD, Liliana Faraon et Magali Léger (sopranos), Marie-Ange Todorovitch (mezzo-soprano), Gilles Ragon (ténor), François Le Roux (baryton), Jean-Louis Haguenauer (piano), Ligia Digital, 2014[5],[6].
- Debussy Songs vol. 4, Lucy Crowe (en) (soprano), Malcolm Martineau (piano), Hyperion Records CDA68075, 2018.
- Claude Debussy : The complete works, CD 19, Liliana Faraon (soprano), Jean-Louis Haguenauer (piano), Warner Classics, 2018[7].